# Cape Cross

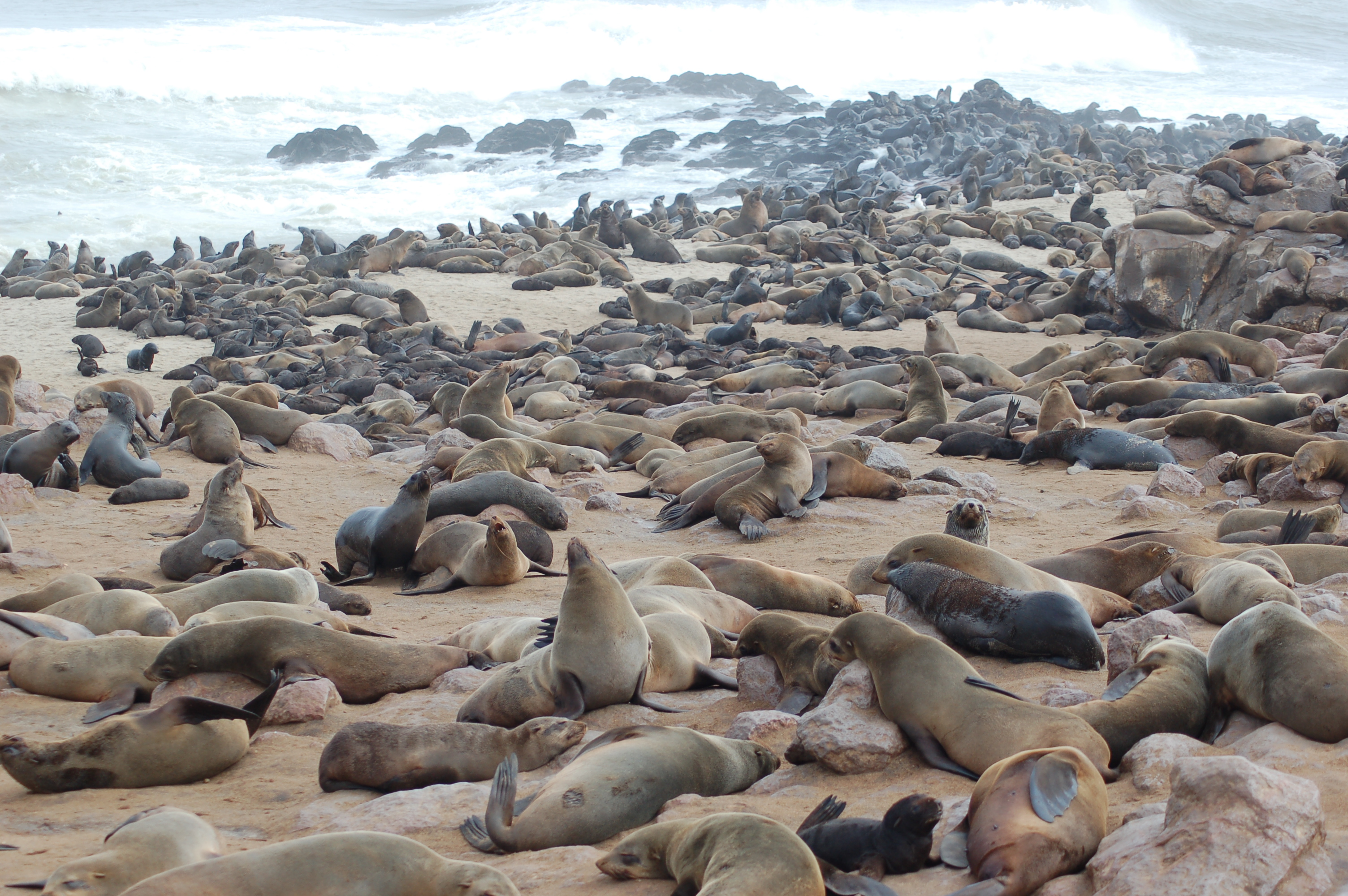
Cape Cross

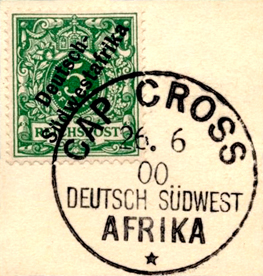
Bélyeg a német délnyugat-afrikai bélyegző Cap Cross 1900

Cape Cross egy földfok az Atlanti-óceán déli részén, Namíbia Csontvázpartnak nevezett partvidékén. Mintegy 60 km-re fekszik Henties Baytól és 1600 km-re Afrika déli csúcsától.
A Cape Cross természetvédelmi terület 120 km-re Swakopmundtól Namíbia nyugati partjánál helyezkedik el. A terület a legnagyobb Dél-afrikai medvefóka kolóniák egyikének otthona. Neve egy hatalmas kőkeresztből származik, melyet portugál telepesek emeltek ott a 16. században.